# Johann von Thielmann

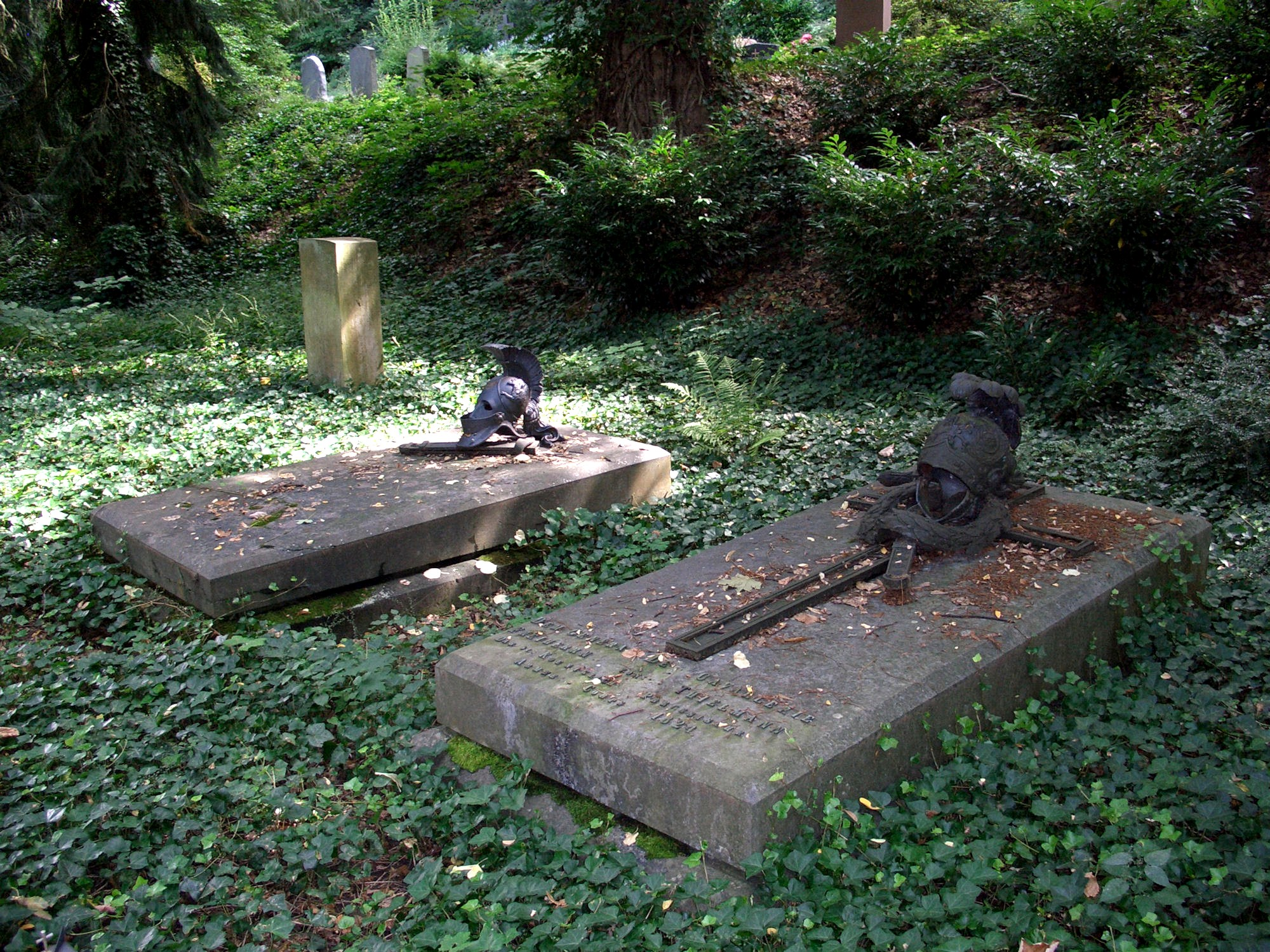
Het graf van von Thielmann te Koblenz

Johann Adolf Freiherr von Thielmann (Dresden, 27 april 1765 - Koblenz, 10 oktober 1824) was een militair in de napoleontische oorlogen. Hij vocht eerst tegen, vervolgens met en ten slotte weer tegen Napoleon.

## Beginjaren
Johann Adolf was de zoon van Johann Friedrich von Thielemann (1705-1782) en Karoline Charlotte Seuffert († 1795).
Thielmann liep van 19 oktober 1776 tot 7 januari 1779 school te Meißen en kreeg daarna thuis onderwijs. In 1780 nam hij dienst in het leger van Saksen.
Op 7 juni 1782 werd hij naar Grimma gezonden waar hij opp 30 maart 1784 luitenant werd. Op 13 juli 1791 ging hij bij de huzaren te Kölleda.
Thielmann trouwde op 25 december 1791 met Wilhelmine von Charpentier (1772-1842) en ze kregen elf kinderen.
Hij vocht in 1806 in de Slag bij Jena aan Pruisische zijde.

## Met Napoleon
Op 15 oktober werd hij naar Napoleon gestuurd. Hij vatte bewondering voor Napoleon op en smeedde een verbond tussen Saksen en Napoleon in 1807.
Bij het Beleg van Danzig en de Slag bij Friedland vocht hij tegen de Pruisen en de Russen.
In de veldtocht tegen Rusland voerde hij de Saksische kurassiers aan in de Slag bij Borodino.

## Overlopen
Op 26 februari 1813 moest hij van de koning van Saksen Torgau verdedigen, maar strikt neutraal blijven. Na de Slag bij Großgörschen gaf de koning van Saksen hem op 10 mei het bevel om de vesting aan de Fransen over te geven. Hij legde zijn commando neer en ging samen met zijn stafchef Ernst Ludwig von Aster naar het hoofdkwartier van de geallieerden. Hij vervoegde het Russisch leger. Na de Slag bij Leipzig nam hij op 9 april 1815 dienst in het Pruisisch leger.
In 1815 voerde hij in de Slag bij Ligny en de Slag bij Waver het 3e legerkorps aan tegen Emmanuel de Grouchy, waarmee hij bijdroeg aan de overwinning in de Slag bij Waterloo.
- Bibliothèque nationale de France: cb169260999 (data)
- Gemeinsame Normdatei: 117336351
- International Standard Name Identifier: 0000 0000 2014 2699
- Base Léonore: LH//2793/179
- Nationale Bibliotheek van Polen: a0000003737091
- Système universitaire de documentation: 160106990
- Virtual International Authority File: 3245977
- WorldCat: E39PBJk4CQYPJRkcHYqPW4pwYP